# Manuel Feuerpfeil
Manuel David Feuerpfeil (* 1. Januar 2000 in Bamberg) ist ein deutscher Basketballspieler. Er steht im Kader des Nürnberg Falcons BC.

## Laufbahn
Feuerpfeil spielte als Jugendlicher bei der DJK Bamberg, später beim TSV Breitengüßbach. Dann lief er für die Regnitztal Baskets auf und wechselte 2016 in den Nachwuchs des Nürnberg Falcons BC. Im Laufe des Spieljahres 2016/17 wurde Feuerpfeil sowohl im Nürnberger Jugendbereich als auch in der Herrenmannschaft der TS Herzogenaurach (Regionalliga), einem Partnerverein des Falcons BC, eingesetzt. Im Laufe der Saison 2017/18 verschaffte ihm Nürnbergs Trainer Ralph Junge erste Spiele in der 2. Bundesliga ProA.

### Nationalmannschaft
Im Sommer 2016 nahm er mit der deutschen U16-Nationalmannschaft an der Europameisterschaft in Polen teil.